# Saint-Clair-sur-Epte
Saint-Clair-sur-Epte [sén klér syrept] je francouzská obec v departementu Val-d'Oise v regionu Île-de-France, asi 50 km severozápadně od Paříže. V roce 2011 zde žilo 958 obyvatel.

## Sousední obce
Berthenonville (Eure), Boury-en-Vexin (Oise), Buhy, Château-sur-Epte (Eure), Guerny (Eure), Montreuil-sur-Epte, Parnes (Oise),

## Vývoj počtu obyvatel
Počet obyvatel 